# Nkeka Ukuh
Nkeka Ukuh (sinh ngày 20 tháng 11 năm 1987) là một vận động viên điền kinh và điền kinh nữ đến từ Nigeria. Cô chuyên về sự kiện nhảy cao, và được biết đến nhiều nhất khi giành huy chương vàng cho quốc gia Tây Phi bản địa của mình tại Đại hội Thể thao toàn châu Phi 2003.

## Thành tích giải đấu
| Năm                  | Giải đấu              | Địa điểm              | Thứ hạng             | Chú thích            |                      |
| Representing Nigeria | Representing Nigeria  | Representing Nigeria  | Representing Nigeria | Representing Nigeria | Representing Nigeria |
| -------------------- | --------------------- | --------------------- | -------------------- | -------------------- | -------------------- |
| 2003                 | All-Africa Games      | Abuja, Nigeria        | 1st                  | 1.84 m               |                      |
| 2003                 | Afro-Asian Games      | Hyderabad, India      | 7th                  | 1.70 m               |                      |
| 2006                 | African Championships | Bambous, Mauritius    | 2nd                  | 1.80 m               |                      |
| 2007                 | All-Africa Games      | Algiers, Algeria      | 5th                  | 1.79 m               |                      |
| 2008                 | African Championships | Addis Ababa, Ethiopia | 4th                  | 1.75 m               |                      |